# Rondeau M379
Rondeau M379 är en sportvagnsprototyp, tillverkad av franska Automobiles Jean Rondeau mellan 1979 och 1981.

## Bakgrund
Jean Rondeau byggde sin första sportvagnsprototyp i hemstaden Le Mans 1976. Den kallades Inaltéra efter sponsorn. Sedan samarbetet upphört 1978 byggde Rondeau sina bilar under eget namn.

## Utveckling
Första bilen, Rondeau M378 var en vidareutveckling av den tidigare Inaltéra-bilen och tävlade, liksom denna, i GTP-klassen. Bilen hade en kompakt rörram av stål, förstärkt med aluminiumplåtar och med motorn som en integrerad del av chassit. Karossen var gjord av glasfiberarmerad plast. Motorn var den beprövade Cosworth DFV V8 som vunnit otaliga formel 1-lopp under 1970-talet.
Till 1979 kom den uppdaterade Grupp 6-bilen Rondeau M379, men några exemplar tävlade fortfarande i GTP-klassen. Den sista uppdateringen blev M379 C från 1981. Grupp 6-bilarna fick större 3,3-litersmotorer.
Modellen blev omodern till säsongen 1982, när FIA införde Grupp C-bilarna.

## Tekniska data
| Tekniska data         | Rondeau M379                                                          |
| --------------------- | --------------------------------------------------------------------- |
| Motor:                | Mittmonterad 8-cylindrig 90° V-motor                                  |
| Cylindervolym:        | 2998 cm³                                                              |
| Borrning x slaglängd: | 85,6 x 64,8 mm                                                        |
| Max effekt:           | 460 hk vid 10 300 v/min                                               |
| Max vridmoment:       | 324 Nm vid 8 300 v/min                                                |
| Ventilstyrning:       | Dubbla överliggande kamaxlar per cylinderrad, 4 ventiler per cylinder |
| Bränslesystem:        | Lucas bränsleinsprutning                                              |
| Växellåda:            | 5-växlad manuell                                                      |
| Hjulupphängning fram: | Dubbla tvärlänkar, skruvfjädrar                                       |
| Hjulupphängning bak:  | Dubbla tvärlänkar, enkla längslänkar, skruvfjädrar                    |
| Bromsar:              | Ventilerade skivbromsar                                               |
| Chassi & kaross:      | Stålrörsram med glasfiberkaross                                       |
| Hjulbas:              | 2480 mm                                                               |
| Torrvikt:             | 760 kg                                                                |
| Toppfart:             | 325 km/h                                                              |

## Tävlingsresultat
Rondeaus bilar tävlade uteslutande i Le Mans 24-timmars och tog fem klassegrar i GTP-klassen mellan 1976 och 1981.
Rondeau M379 slutade på femte plats i debutloppet 1979, vilket räckte till klasseger för Grupp 6-bilar. 
Året därpå kom Rondeaus stora triumf, när Jean Rondeau tog totalsegern på Circuit de la Sarthe tillsammans med Jean-Pierre Jaussaud. Rondeau blev därmed den hittills ende som vunnit Le Mans-loppet i en bil med eget namn.